# Suir

Suir är en flod i Republiken Irland som är omkring 183 kilometer lång. Det är en av de tre systrarna; de andra två är Barrow och Nore.

## Kultur
Det finns en känd dikt om Suir som skrevs av Charles Boland år 1892:
Do the feeble still venture to toddle,
to the quay and sit down on a balk,
and the Sun their old selves in the even
with the crows cawing loud in the trees
that's the spot. I think. Outside of heaven
where a heart wearied out would find ease